# Чемпионат Северной, Центральной Америки и Карибского бассейна по волейболу среди женщин 1975
4-й чемпионат Северной, Центральной Америки и Карибского бассейна (NORCECA) по волейболу среди женщин прошёл с 3 по 8 августа 1975 года в Помоне (штат Калифорния, США) с участием 5 национальных сборных команд. Чемпионский титул во второй раз в своей истории выиграла сборная Кубы.

## Команды-участницы
Доминиканская Республика, Канада, Куба, Мексика, США.

## Система проведения чемпионата
5 команд-участниц провели однокруговой турнир, по результатам которого определена итоговая расстановка мест.

## Результаты
| М | Команда                  | 1   | 2   | 3   | 4   | 5   | И | В | П | С/П  | О |
| - | ------------------------ | --- | --- | --- | --- | --- | - | - | - | ---- | - |
| 1 | Куба                     |     | 3:0 | 3:0 | 3:0 | 3:0 | 4 | 4 | 0 | 12:0 | 8 |
| 2 | США                      | 0:3 |     | 3:2 | 3:0 | 3:0 | 4 | 3 | 1 | 9:5  | 7 |
| 3 | Мексика                  | 0:3 | 2:3 |     | 3:0 | 3:0 | 4 | 2 | 2 | 8:6  | 6 |
| 4 | Канада                   | 0:3 | 0:3 | 0:3 |     | 3:1 | 4 | 1 | 3 | 3:10 | 5 |
| 5 | Доминиканская Республика | 0:3 | 0:3 | 0:3 | 1:3 |     | 4 | 0 | 4 | 1:12 | 4 |

3 августа: Мексика — Канада 3:0 (15:5, 15:8, 15:4); США — Доминиканская Республика 3:0 (15:2, 15:6, 15:11).
4 августа: Куба — Канада 3:0 (15:0, 15:0, 15:0); США — Мексика 3:2 (15:4, 15:9, 3:15, 9:15, 15:-).
5 августа: США — Канада 3:0 (15:6, 15:7, 15:5); Куба — Доминиканская Республика 3:0 (15:1, 15:0, 15:5).
7 августа: Куба — Мексика 3:0 (15:2, 15:6, 15:5); Канада — Доминиканская Республика 3:1 (16:14, 15:12, 7:15, 15:4).
8 августа: Мексика — Доминиканская Республика 3:0; Куба — США 3:0 (15:7, 15:8, 15:8).

## Итоги

### Положение команд
| Куба                        |
| США                         |
| Мексика                     |
| 4. Канада                   |
| 5. Доминиканская Республика |